# Diocesi di Gand

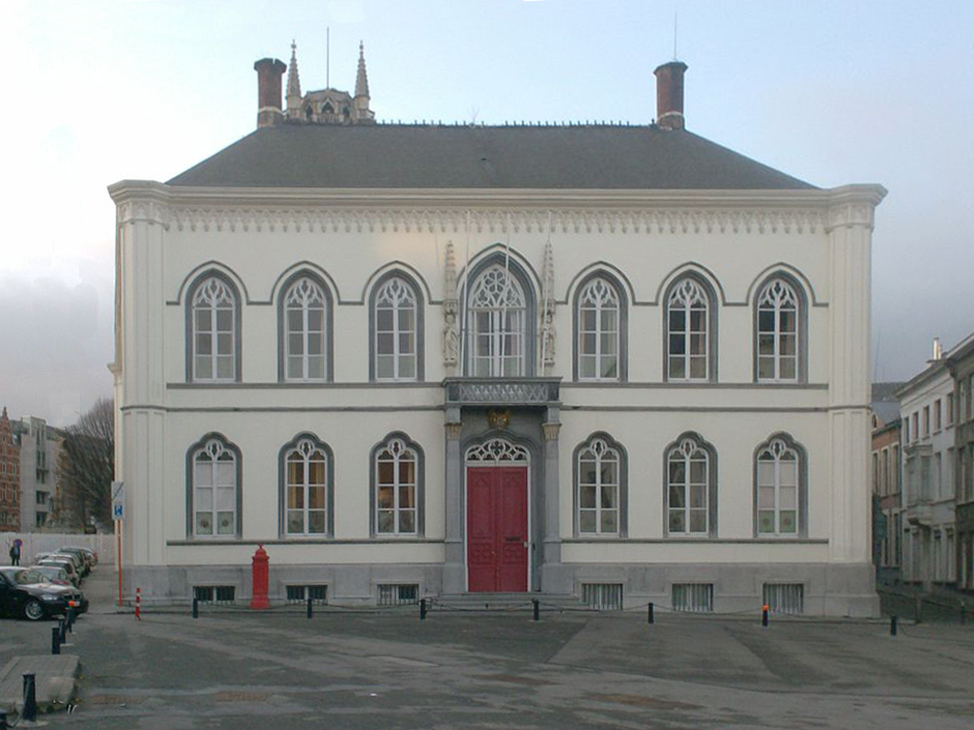
Il palazzo vescovile di Gand.

La diocesi di Gand (in latino Dioecesis Gandavensis) è una sede della Chiesa cattolica in Belgio suffraganea dell'arcidiocesi di Malines-Bruxelles. Nel 2023 contava 1.098.780 battezzati su 1.555.018 abitanti. La sede è vacante.

## Territorio
La diocesi comprende la provincia delle Fiandre Orientali, cui si aggiunge un comune nella provincia di Anversa.
Sede vescovile è la città di Gand, dove si trova la cattedrale di San Bavone (Sint-Baaf). Nel territorio diocesano sorgono anche tre basiliche minori: Nostra Signora di Lourdes a Oostakker nella periferia di Gand, la basilica di Sant'Ermete a Ronse e la basilica dei Santi Pietro e Paolo a Dendermonde.
Il territorio si estende su 3.026 km² ed è suddiviso in 365 parrocchie, raggruppate in 34 vicariati.

## Storia
La diocesi è stata eretta il 12 maggio 1559 con la bolla Super universas di papa Paolo IV, ricavandone il territorio dalle diocesi di Cambrai (oggi arcidiocesi), di Tournai e di Utrecht (oggi arcidiocesi).
In seguito al Concordato con la bolla Qui Christi Domini di papa Pio VII del 29 novembre 1801 furono soppresse le diocesi di Bruges e Ypres e il loro territorio fu incorporato in quello della diocesi di Gand.
Il 22 marzo 1803 ha ceduto una porzione del suo territorio a vantaggio dell'erezione del vicariato apostolico di Breda (oggi diocesi).
Il 27 maggio 1834 ha restituito una porzione di territorio alla diocesi di Bruges, che è stata ristabilita.
Il 4 marzo 1841 ha ceduto un'altra porzione di territorio al vicariato apostolico di Breda.

## Cronotassi dei vescovi
Si omettono i periodi di sede vacante non superiori ai 2 anni o non storicamente accertati.
- Cornelio Giansenio † (6 luglio 1565 - 11 aprile o 11 maggio 1576 deceduto)
  - Sede vacante (1576-1588)
- Guillaume Damasi Van der Linden (Lindanus) † (12 febbraio 1588 - 2 novembre 1588 deceduto)
- Pierre Damant † (18 giugno 1590 - 14 settembre 1609 deceduto)
- Charles Maes (Masius) † (18 agosto 1610 - 21 maggio 1612 deceduto)
- Henri François van der Burch † (1º ottobre 1612 - 2 maggio 1616 nominato arcivescovo di Cambrai)
- Jacques Boonen † (28 novembre 1616 - 13 ottobre 1621 nominato arcivescovo di Malines)
- Antoine Triest † (25 ottobre 1621 - 28 maggio 1657 deceduto)
  - Sede vacante (1657-1660)
- Charles van den Bosch † (15 marzo 1660 - 5 aprile 1665 deceduto)
- Eugène Albert d'Allamont † (7 giugno 1666 - 28 agosto 1673 deceduto)
  - Sede vacante (1673-1677)
- François van Horenbeke † (24 maggio 1677 - 4 gennaio 1679 deceduto)
- Ignace Augustin de Grobbendonck † (13 novembre 1679 - 31 maggio 1680 deceduto)
- Albert de Hornes † (13 gennaio 1681 - 4 giugno 1694 deceduto)
- Philippe Érard van der Noot † (8 novembre 1694 - 3 febbraio 1730 deceduto)
- Jean-Baptiste de Smet † (6 agosto 1731 - 27 settembre 1741 deceduto)
- Maximilien Antoine van der Noot † (26 novembre 1742 - 27 settembre 1770 deceduto)
- Govard Gérard van Eersel † (30 marzo 1772 - 24 maggio 1778 deceduto)
- Ferdinand-Marie de Lobkowitz † (20 settembre 1779 - 29 gennaio 1795 deceduto)
- Etienne-André-François de Paule de Fallot de Béaupré de Beaumont † (11 aprile 1802 - 22 marzo 1807 nominato vescovo di Piacenza)
- Maurice-Jean Madeleine de Broglie † (22 marzo 1807 - 20 luglio 1821 deceduto)
- Jean-François Van de Velde † (18 maggio 1829 - 7 agosto 1838 deceduto)
- Lodewijk-Jozef Delebecque † (13 settembre 1838 - 2 ottobre 1864 deceduto)
- Henri-François Bracq † (27 marzo 1865 - 17 giugno 1888 deceduto)
- Henri-Charles Lambrecht † (17 giugno 1888 succeduto - 2 luglio 1889 deceduto)
- Antoine Stillemans † (30 dicembre 1889 - 9 novembre 1916 deceduto)
- Émile-Jean Seghers † (22 marzo 1917 - 17 maggio 1927 deceduto)
- Honoré-Joseph Coppieters † (17 maggio 1927 succeduto - 20 dicembre 1947 deceduto)
- Karel Justien Calewaert † (28 gennaio 1948 - 28 dicembre 1963 deceduto)
- Leonce Albert Van Peteghem † (28 maggio 1964 - 27 dicembre 1991 ritirato)
- Arthur Luysterman (27 dicembre 1991 succeduto - 19 dicembre 2003 dimesso)
- Lucas Van Looy, S.D.B. (19 dicembre 2003 - 27 novembre 2019 ritirato)
- Lode Van Hecke, O.C.S.O. (27 novembre 2019 - 30 giugno 2025 ritirato)

## Statistiche
La diocesi nel 2023 su una popolazione di 1.555.018 persone contava 1.098.780 battezzati, corrispondenti al 70,7% del totale.
| anno | popolazione | popolazione | popolazione | presbiteri | presbiteri | presbiteri | presbiteri                | diaconi | religiosi | religiosi | parrocchie |
| anno | battezzati  | totale      | %           | numero     | secolari   | regolari   | battezzati per presbitero | diaconi | uomini    | donne     | parrocchie |
| ---- | ----------- | ----------- | ----------- | ---------- | ---------- | ---------- | ------------------------- | ------- | --------- | --------- | ---------- |
| 1950 | 1.131.000   | 1.237.502   | 91,4        | 1.679      | 1,285      | 394        | 673                       |         | 1.628     | 9.126     | 387        |
| 1970 | 1.290.000   | 1.321.831   | 97,6        | 1.701      | 1.254      | 447        | 758                       |         | 606       | 7.012     | 416        |
| 1980 | 1.300.000   | 1.344.576   | 96,7        | 1.432      | 1.080      | 352        | 907                       | 9       | 903       | 5.246     | 424        |
| 1990 | 1.208.900   | 1.350.000   | 89,5        | 1.111      | 856        | 255        | 1.088                     | 39      | 678       | 3.903     | 427        |
| 1999 | 1.174.000   | 1.355.000   | 86,6        | 880        | 681        | 199        | 1.334                     | 60      | 538       | 2.816     | 427        |
| 2000 | 1.174.000   | 1.378.702   | 85,2        | 856        | 657        | 199        | 1.371                     | 60      | 474       | 2.655     | 427        |
| 2001 | 1.174.000   | 1.400.000   | 83,9        | 840        | 641        | 199        | 1.397                     | 63      | 474       | 2.550     | 427        |
| 2002 | 1.174.000   | 1.400.000   | 83,9        | 821        | 622        | 199        | 1.429                     | 64      | 456       | 2.435     | 425        |
| 2003 | 1.174.000   | 1.400.000   | 83,9        | 809        | 610        | 199        | 1.451                     | 67      | 477       | 2.198     | 427        |
| 2004 | 1.000.000   | 1.400.000   | 71,4        | 787        | 588        | 199        | 1.270                     | 69      | 477       | 2.055     | 427        |
| 2006 | 1.000.000   | 1.398.650   | 71,5        | 753        | 554        | 199        | 1.328                     | 73      | 348       | 1.871     | 427        |
| 2013 | 1.055.000   | 1.477.870   | 71,4        | 486        | 405        | 81         | 2.170                     | 92      | 202       | 1.332     | 427        |
| 2016 | 1.064.000   | 1.480.000   | 71,9        | 416        | 353        | 63         | 2.557                     | 95      | 168       | 1.063     | 426        |
| 2019 | 1.101.000   | 1.558.010   | 70,7        | 349        | 301        | 48         | 3.154                     | 93      | 133       | 826       | 405        |
| 2021 | 1.088.100   | 1.539.800   | 70,7        | 305        | 265        | 40         | 3.567                     | 90      | 120       | 690       | 368        |
| 2023 | 1.098.780   | 1.555.018   | 70,7        | 277        | 237        | 40         | 3.966                     | 91      | 116       | 634       | 365        |